# Mullin Automotive Museum
Il Mullin Automotive Museum è un museo privato situato a Oxnard in California e dedicato alle autovetture.

## Descrizione

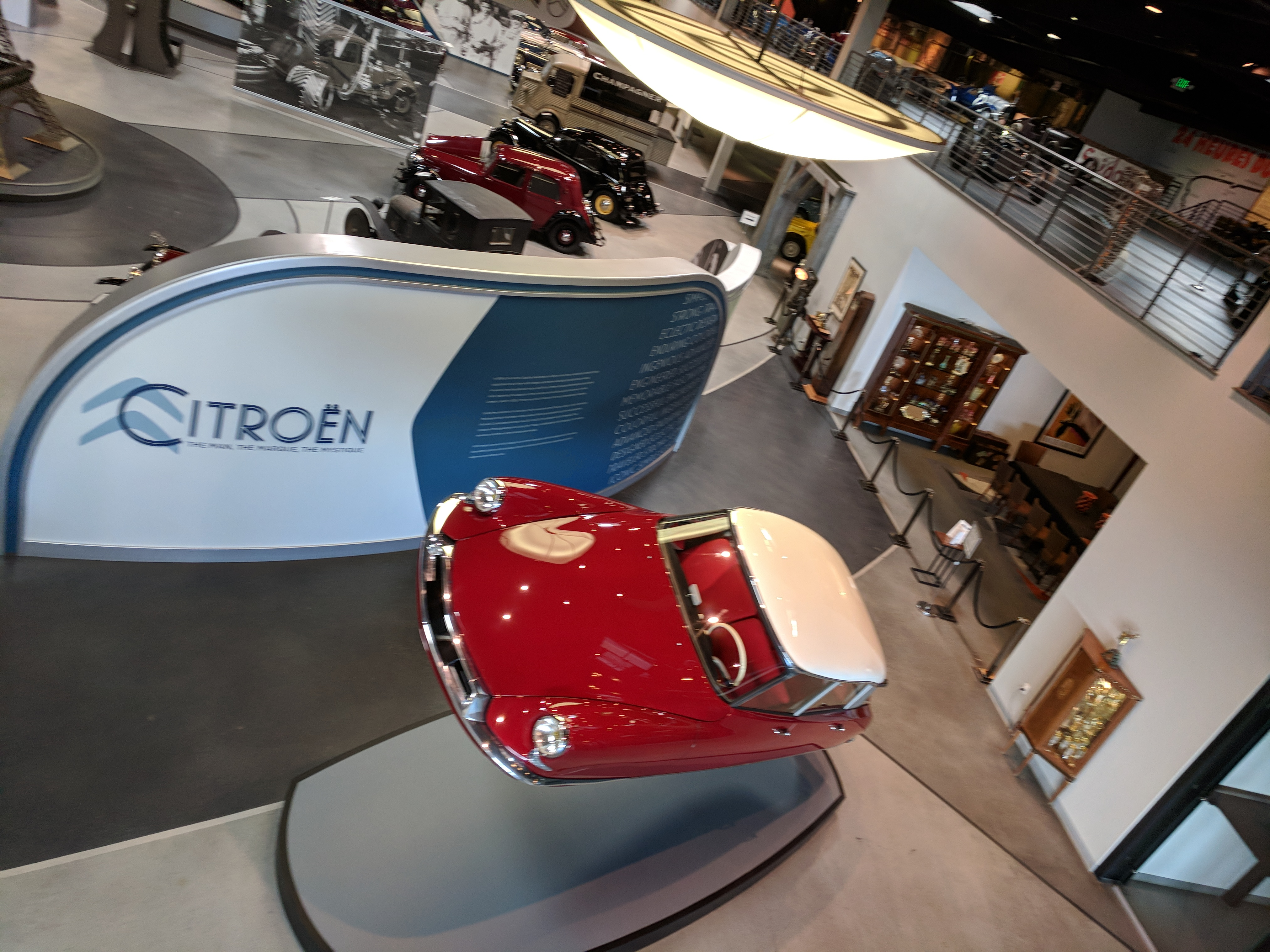
Interno

Istituito nel 2010, espone la collezione di automobili personali del filantropo e imprenditore Peter W. Mullin. Il museo ha una vasta collezione di Bugatti d'epoca e molte delle auto sono state completamente restaurate e possono essere guidate in quanto completamente funzionanti in ogni loro parte e componente.
Il museo è ospitato all'interno dell'edificio precedentemente occupato dal Chandler Vintage Museum of Transportation and Wildlife. L'edificio occupa una superficie di 4600 m² ed è stato ristrutturato dall'architetto americano David Randall Hertz, facendo uso di pannelli solari e coperture riflettenti per ridurre la temperatura interna, incorporando anche elementi che mantengono lo stile e i motivi Art Déco per adeguarsi all'epoca delle auto in esposizione, molte delle quali di costruttori francesi risalenti agli anni '20 e '30.
Sebbene sia principalmente noto per la sua collezione espositiva di automobili francesi e da competizione, il Mullin ospita anche una collezione di mobili in Art Déco e dipinti e sculture d'arte contemporanea. In seguito alla morte di Peter Mullin avvenuta il 18 settembre 2023, il museo ha chiuso i battenti nel febbraio 2024 e la collezione andrà dispersa; quattro vetture sono già state donate al Petersen Automotive Museum di Los Angeles: una Talbot-Lago T150 CS “Goutte d'Eau” del 1937, una Hispano-Suiza H6B “Xenia” di Dubonnet, la Delahaye 165 e la Delahaye 145.